# Museum van San Pelagio

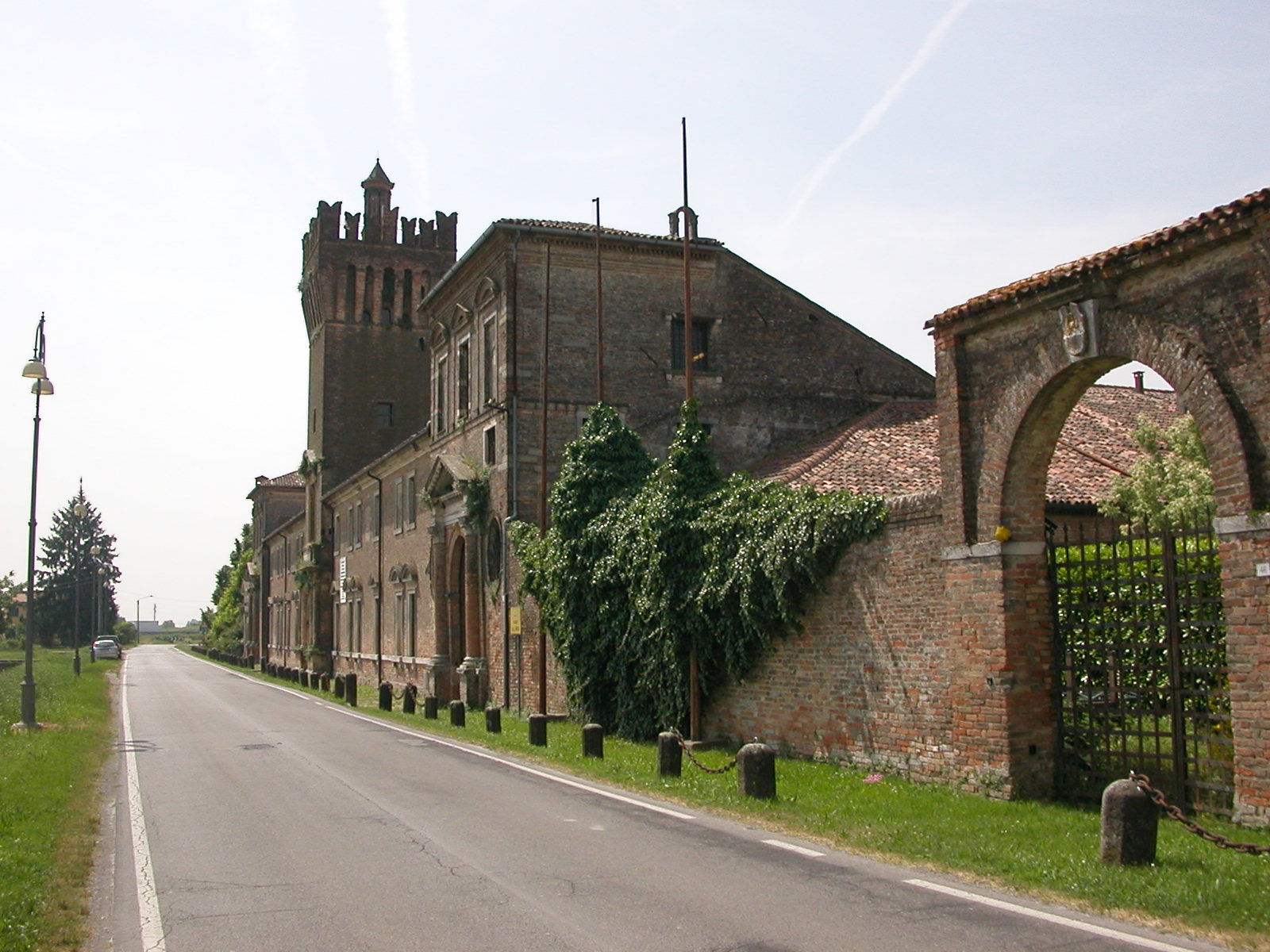
Museum van San Pelagio in Due Carrare, Italië

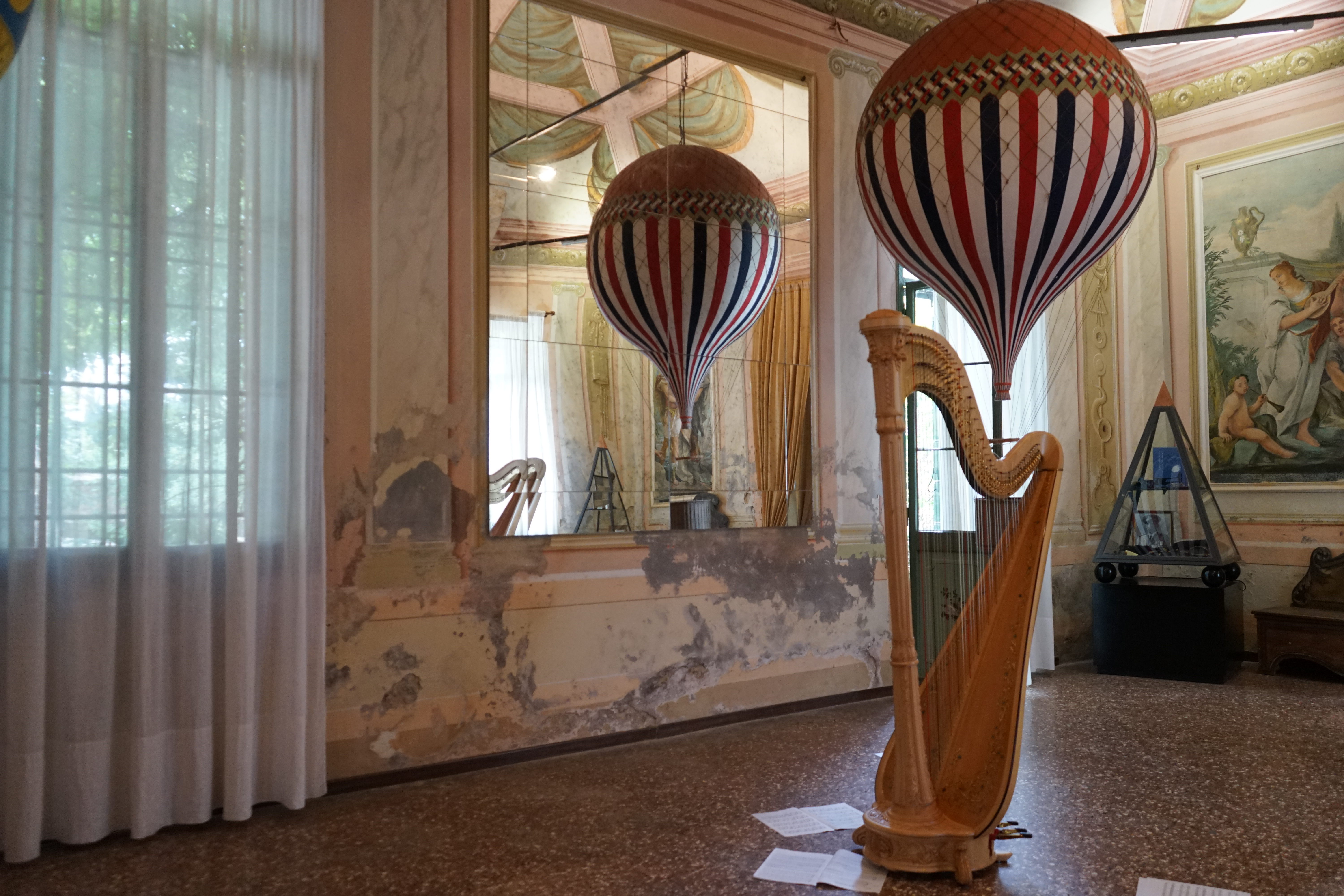
Zaal met montgolfières

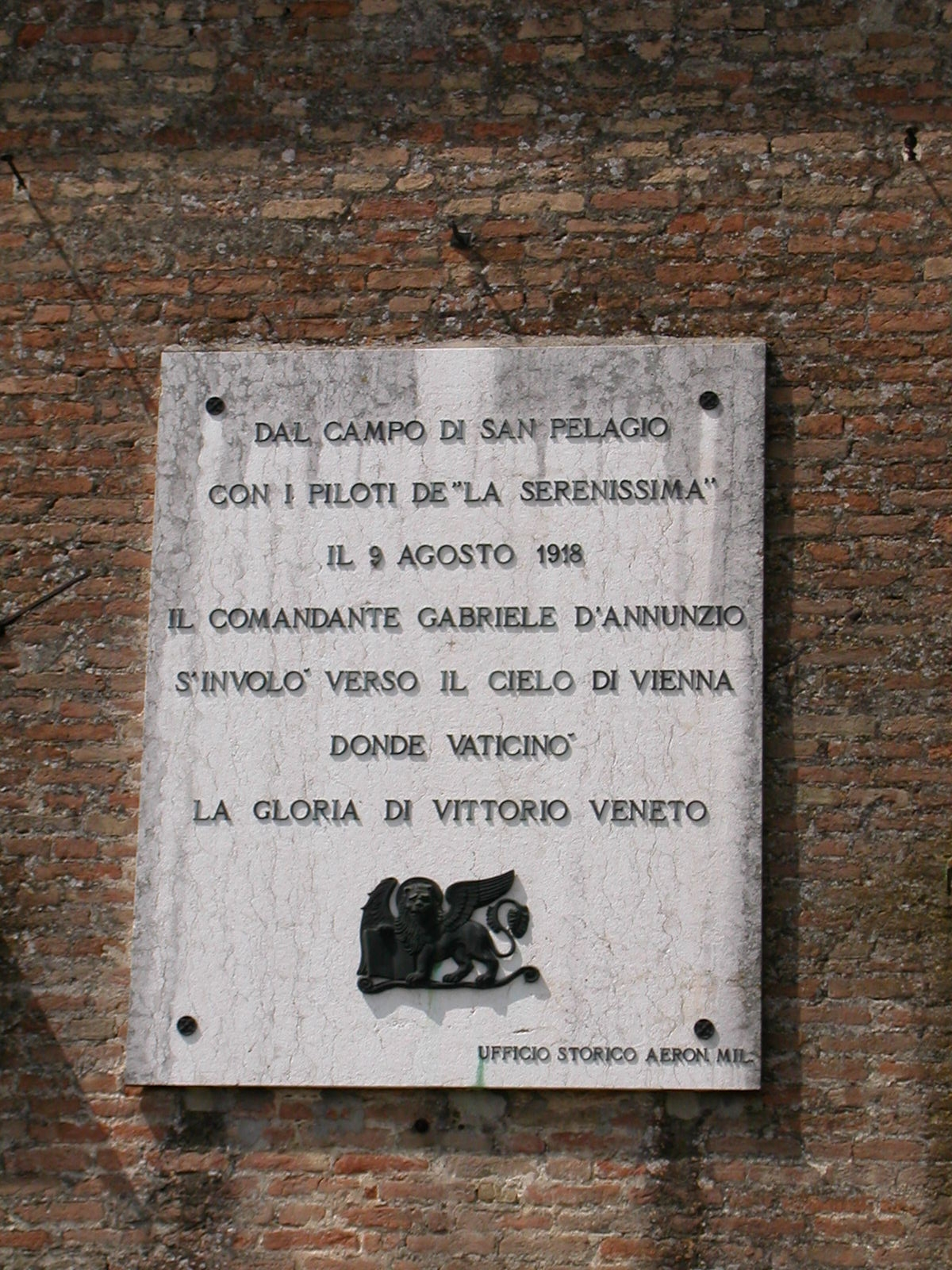
Gedenkplaat Vlucht over Wenen in 1918

Het Museum van San Pelagio is gelegen in het dorp San Pelagio, deel van de gemeente Due Carrare in de Noord-Italiaanse regio Veneto. San Pelagio ligt nabij de stad Padua net buiten de Euganische Heuvels. Het is een museum voor lucht- en ruimtevaart dat hier onderkomen vond in een voormalig kasteel van patriciërs uit de tijd van de republiek Venetië.

## Namen
De naam in het Italiaans is Museo dell’aria e dello spazio.
Andere namen voor het museum zijn:
- Castello San Pelagio, of het kasteel in het dorp San Pelagio.
- Villa Zaborra, genoemd naar de bewoners in de 18e-20e eeuw.

## Historiek
In de jaren 1300 werd de toren opgetrokken; het was de periode dat het Huis Da Carrara heerste over de stadstaat Padua. De toren behoorde tot hun verdedigingsgordel, samen met andere torens en kastelen.
De familie Sant’Uliana, een patriciërsfamilie uit Venetië, kocht het landgoed in de 16e eeuw. Ze bouwden een kasteeltje aan de toren, alsook meerdere gebouwen voor land- en tuinbouw. Giovanni Sant’Uliana was de bekendste bewoner. De familie verbleef er tijdens de zomermaanden, wanneer er geoogst werd.
De familie Zaborra kocht het hele landgoed van Sant’Uliana op eind van de jaren 1600. Zij bouwden de villa uit naar de huidige staat met de twee zijvleugels vlak aan de straatkant. Tevens zorgden zij voor interieurverfraaiing en nieuwe meubels. De graven Zaborra bewoonden de villa tot in de jaren 1960. Nadien bleef de villa leeg staan.
De Villa Zaborra had te lijden van de aardbeving van 1976 die als epicentrum de streek Friuli had. Na restauratie werd het een museum. 
Het museum toont de geschiedenis van de luchtvaart en de ruimtevaart. Zo zijn er een tiental vliegtuigen tentoon gesteld, zowel in het park als in de gelijkvloerse galerijen. Het gaat bijvoorbeeld om het type Republic RF-84F Thunderflash, Ciani EC 38 56 Urendo, Aermacchi MB-326 en North American T-6 Texan. Een helikopter van het type Agusta-Bell AB 204B staat eveneens in de tuin. De balzaal van het kasteel is ingericht om montgolfières te tonen. Een andere zaal is gewijd aan de Vlucht over Wenen in 1918; de piloten van de Koninklijke Italiaanse Luchtmacht die hieraan deelnamen, zijn elk met een pop uitgebeeld. Het was vanuit San Pelagio dat de piloten hun tocht naar Wenen begonnen en ook eindigden. De principes van luchtvaart worden uiteengezet in een aparte zaal.
In het park van het kasteel is er een rozentuin, een visvijver en een labyrint uit de tijd van de graven Zaborra.

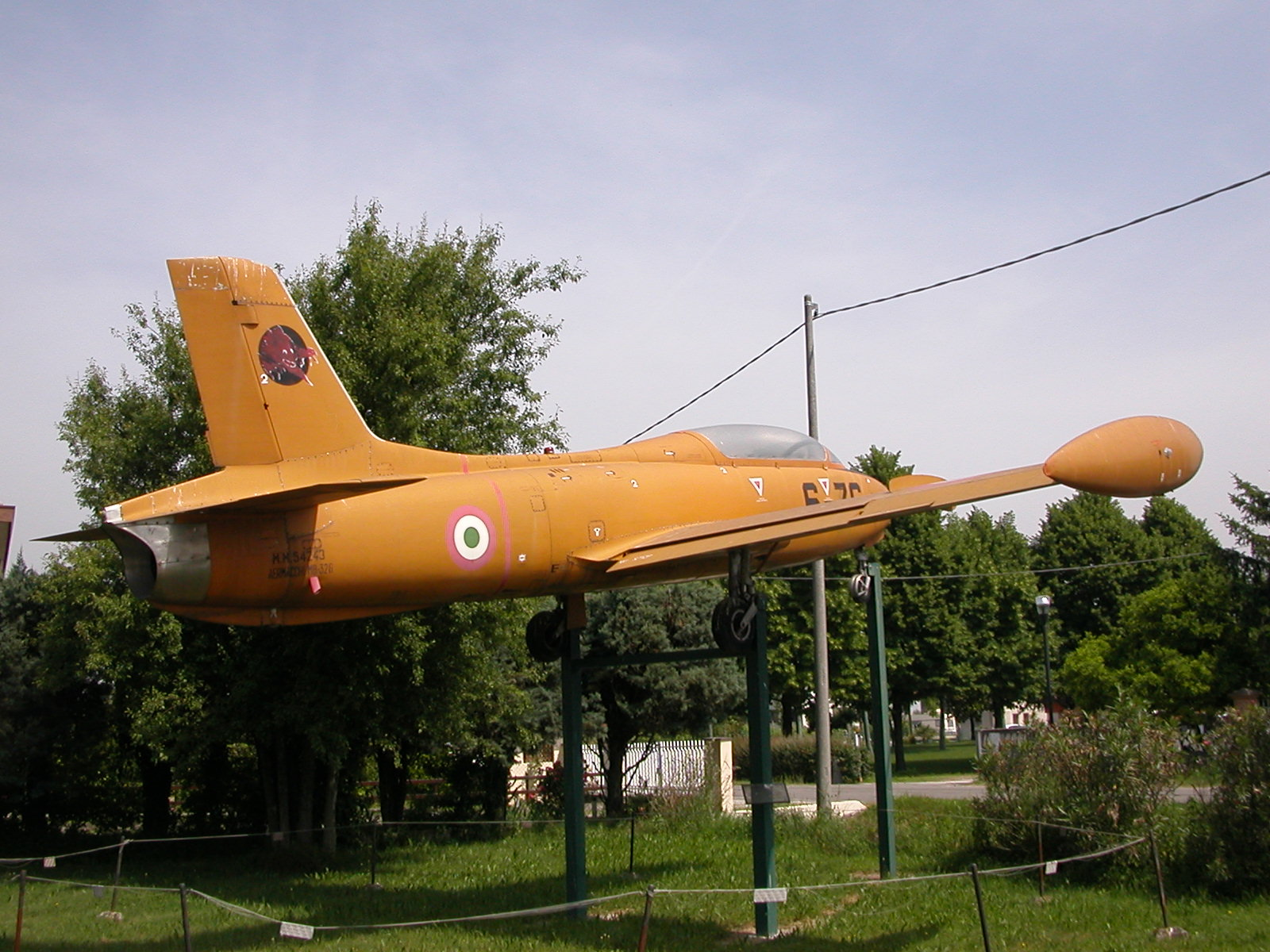
Aermacchi MB-326 in het park